# Chassagny
Chassagny is een plaats en voormalige gemeente in het Franse departement Rhône in de regio Auvergne-Rhône-Alpes en telt 1064 inwoners (1999). De plaats maakt deel uit van het arrondissement Lyon.

## Geschiedenis
Chassagny is op 1 januari 2018 gefuseerd met de gemeenten Saint-Andéol-le-Château en Saint-Jean-de-Touslas tot de gemeente Beauvallon (Rhône). 

## Geografie
De oppervlakte van Chassagny bedraagt 9,4 km², de bevolkingsdichtheid is 113,2 inwoners per km².
De onderstaande kaart toont de ligging van Chassagny met de belangrijkste infrastructuur en aangrenzende gemeenten.

## Demografie
Onderstaande figuur toont het verloop van het inwonertal (bron: INSEE-tellingen).